# كلوديا ساليناس
كلوديا ساليناس (بالإسبانية: Claudia Salinas)‏ هي عارضة وممثلة مكسيكية، ولدت في 19 أغسطس 1983 بمونتيري في المكسيك.

## وصلات خارجية
- كلوديا ساليناس على موقع IMDb (الإنجليزية)
- كلوديا ساليناس على موقع قاعدة بيانات الفيلم (الإنجليزية)